# Bardsey Island
Bardsey Island (wal. Ynys Enlli) – wyspa na Morzu Irlandzkim, położona 3 km na południowy wschód od krańca półwyspu Lleyn, w hrabstwie Gwynedd, w Walii. W 1986 wyspę ustanowiono rezerwatem przyrody.
Na wyspie znajduje się zbudowana w 1821 roku latarnia morska Bardsey.